# 장락행
장낙행(중국어 정체자: 張樂行 또는 張洛行, 병음: Zhang Lexing, 1811년 - 1863년 2월 18일)은 청나라 말기 염군의 반란 지도자 중 한 사람이다.

## 생애
안휘성 박주 장노가(張老家) 출신이다. 지주의 가정에서 태어나 소금 밀수를 했고, 임협을 좋아했다.
1852년, 안휘성 북부에서 기근이 발생하자 장락행은 공득수, 소천복 등과 함께 염자(捻子)를 결성했다. 염(捻)은 회하 북방 방언으로 ‘한가닥 실을 더 주는, 즉 사람들의 모임’이라는 뜻이다. 염자는 안휘 · 하남 일대의 유민과 수운업자들 사이에 퍼져 나갔다. 그리고 18명의 수령이 모여 장락행을 총수령으로 뽑았다.
이듬해 태평천국군이 안휘성 · 하남성을 통과하자 염군도 이에 호응했다.
1855년, 치하집에서 각지의 염군의 수령을 모아 회의를 해서 맹주로 추대되어 ‘대한명왕’(大漢明王)이라고 칭했다. 노랑, 흰색, 남색, 검정, 붉은색의 ‘오기군제’를 제정하고 그 아래에 군사(軍師) · 사마(司馬) · 선봉(先鋒) 등의 직을 두고 ‘행군조례’(行軍条例)를 제정했다. 안휘성 북부 · 하남성 동부, 강소성 북부를 전전하며, 거점을 만들지 않았기 때문에 청나라군은 포착할 수 없었다.
1857년, 염군은 태평천국과 회합을 갖고, 그 지도를 받게 되었다. 장락행은 천왕 홍수전으로부터 정북주장(征北主將), 나중에는 옥왕(沃王)에 봉해졌다, 진옥성과 함께 하남성, 산동성 · 안휘성 · 강소성을 전전했다.
1862년, 태평천국이 안휘성 북부의 거점을 잃고 형세가 악화되었다. 겨울에는 보르지기트 셍게린첸이 회하 북방 염군 기지를 공격하기 시작했다. 이듬해 2월 염군은 치하집 전투에서 패배하면서 장락행은 사로잡혀 박주에서 처형되었다.
그의 자리는 양왕(梁王) 장종우가 이어받았다.

## 같이 보기
- 염군의 난